# 加措乡
加措乡（藏語：བརྒྱ་ཚོ་，威利转写：brgya tsho），是中华人民共和国西藏自治区日喀则市定日县下辖的一个乡镇级行政单位。

## 行政区划
加措乡下辖以下地区：
门当岗村、皮久村、比布村、加布村、拉不龙村、括帮村和果热村。